# Records du Thunder d'Oklahoma City
Cette page liste les records de l'équipe et des joueurs du Thunder d'Oklahoma City depuis leur création en 1967.

## Records individuels en saison régulière
Légende: En Gras : joueurs encore en activité en NBA.

### En carrière
| Statistique             | Joueur            | Record |
| ----------------------- | ----------------- | ------ |
| Matchs joués            | Gary Payton       | 999    |
| Points                  | Russell Westbrook | 18 859 |
| Passes décisives        | Gary Payton       | 7 384  |
| Interceptions           | Gary Payton       | 2 107  |
| Total de rebonds        | Jack Sikma        | 7 730  |
| Contres                 | Serge Ibaka       | 1 300  |
| Tirs marqués            | Gary Payton       | 7 292  |
| 3 points inscrits       | Kevin Durant      | 1 143  |
| Lancers francs inscrits | Russell Westbrook | 4 685  |
| Pertes de balles        | Russell Westbrook | 3 326  |

### Sur un match
| Statistique                | Joueur                                                 | Record | Date                                                        |
| -------------------------- | ------------------------------------------------------ | ------ | ----------------------------------------------------------- |
| Minutes                    | Dale Ellis                                             | 69     | 9 novembre 1989                                             |
| Points                     | Fred Brown Russell Westbrook                           | 58     | 23 mars 1974 7 mars 2017                                    |
| Paniers marqués            | Fred Brown                                             | 24     | 23 mars 1974                                                |
| Paniers tentés             | Russell Westbrook                                      | 44     | 28 octobre 2016                                             |
| Paniers à 3 points réussis | Paul George Isaiah Joe                                 | 10     | 1er février 2019 11 avril 2025                              |
| Paniers à 3 points tentés  | Gary Payton Ray Allen Paul George                      | 17     | 23 décembre 1999 23 janvier 2007 14 février 2019            |
| Lancers francs réussis     | Kevin Durant                                           | 24     | 23 janvier 2009                                             |
| Lancers francs tentés      | Spencer Haywood                                        | 27     | 3 janvier 1973                                              |
| Rebonds défensifs          | Marvin Webster                                         | 22     | 1er novembre 1977                                           |
| Rebonds offensifs          | Tom Burleson Xavier McDaniel Michael Cage Steven Adams | 12     | 7 février 1976 12 avril 1986 1er avril 1990 13 février 2018 |
| Total rebonds              | Jim Fox                                                | 30     | 26 décembre 1974                                            |
| Passes décisives           | Nate McMillan                                          | 25     | 23 février 1987                                             |
| Interceptions              | Fred Brown Gus Williams                                | 10     | 3 décembre 1976 22 février 1978                             |
| Contres                    | Serge Ibaka                                            | 11     | 19 février 2012                                             |
| Balles perdues             | Kevin Durant Russell Westbrook                         | 11     | 22 janvier 2014 27 novembre 2015 11 février 2017            |

## Records individuels en playoffs

### En carrière
| Statistique             | Joueur                          | Record |
| ----------------------- | ------------------------------- | ------ |
| Matchs joués            | Nate McMillan Russell Westbrook | 98     |
| Points                  | Kevin Durant                    | 2 620  |
| Passes décisives        | Russell Westbrook               | 778    |
| Interceptions           | Russell Westbrook               | 184    |
| Total de rebonds        | Shawn Kemp                      | 789    |
| Contres                 | Serge Ibaka                     | 222    |
| Tirs marqués            | Kevin Durant                    | 877    |
| 3 points inscrits       | Kevin Durant                    | 184    |
| Lancers francs inscrits | Kevin Durant                    | 682    |
| Pertes de balles        | Russell Westbrook               | 390    |

### Sur un match
| Statistique                | Joueur                                    | Record | Date                                    |
| -------------------------- | ----------------------------------------- | ------ | --------------------------------------- |
| Minutes jouées             | Kevin Durant                              | 57     | 9 mai 2011                              |
| Points                     | Russell Westbrook                         | 51     | 19 avril 2017                           |
| Paniers marqués            | Xavier McDaniel Russell Westbrook         | 20     | 23 mai 1987 18 juin 2012                |
| Paniers tentés             | Russell Westbrook                         | 43     | 19 avril 2017 27 avril 2018             |
| Lancers francs réussis     | Kevin Durant                              | 18     | 17 mai 2011                             |
| Lancers francs tentés      | Kevin Durant                              | 19     | 17 mai 2011                             |
| Paniers à 3 points réussis | Gary Payton Paul George                   | 8      | 29 avril 1997 15 avril 2018             |
| Paniers à 3 points tentés  | Russell Westbrook                         | 19     | 27 avril 2018                           |
| Rebonds défensifs          | Shawn Kemp Kevin Durant                   | 17     | 1er mai 1997 22 avril 2010              |
| Rebonds offensifs          | Shawn Kemp                                | 11     | 30 avril 1993                           |
| Total rebonds              | Marvin Webster                            | 28     | 23 avril 1978                           |
| Passes décisives           | Nate McMillan Russell Westbrook           | 16     | 14 mai 1987 3 mai 2014                  |
| Interceptions              | Russell Westbrook                         | 7      | 16 mai 2016                             |
| Contres                    | Serge Ibaka                               | 9      | 27 avril 2011                           |
| Balles perdues             | Shawn Kemp Kevin Durant Russell Westbrook | 9      | 28 avril 1996 23 mai 2011 16 avril 2017 |

## Records de la franchise

### Sur une saison
| Statistique                    | Record | Moyenne par match          | Saison    |
| ------------------------------ | ------ | -------------------------- | --------- |
| Points marqués                 | 9 881  | 120,5 points / match       | 2024-2025 |
| Rebonds                        | 5 338  | 65,1 rebonds / match       | 1967-1968 |
| Passes décisives               | 2 278  | 27,8 passes / match        | 1982-1983 |
| Interceptions                  | 1 053  | 12,8 interceptions / match | 1993-1994 |
| Contres                        | 624    | 7,6 contres / match        | 2012-2013 |
| Tirs marqués                   | 3 772  | 46 tirs / match            | 1967-1968 |
| Tirs tentés                    | 8 593  | 104,8 tirs / match         | 1967-1968 |
| Pourcentage au tir             | 49,9%  | /                          | 2023-2024 |
| 3 points marqués               | 1 192  | 14,5 tirs / match          | 2024-2025 |
| 3 points tentés                | 3 184  | 38,8 tirs / match          | 2024-2025 |
| Pourcentage à 3 points         | 39,9%  | /                          | 2000-2001 |
| Lancers francs marqués         | 2 188  | 26,7 tirs / match          | 1967-1968 |
| Lancers francs tentés          | 3 042  | 37,1 tirs / match          | 1967-1968 |
| Pourcentage aux lancers francs | 82,8%  | /                          | 2012-2013 |
| Pertes de balles               | 1 759  | 21,5 pertes / match        | 1976-1977 |